# 高嶋健一
高嶋 健一（たかしま けんいち、1929年4月14日 - 2003年5月18日）は、日本の教育学者（教育心理学）・歌人。静岡県立大学名誉教授。
池田市教育研究所所員、兵庫県立湊川高等学校教諭、静岡女子短期大学助教授、静岡女子大学文学部教授、水甕選者、水甕運営委員長などを歴任した。

## 来歴

### 生い立ち
1929年4月14日、兵庫県神戸市にて生まれた。その後、広島文理科大学に進学し、教育学科にて学んだ。なお、広島文理科大学は、国立学校設置法により広島大学に包括されることが決まったことから、大学名を広島大学広島文理科大学と改称したうえで、在学生の卒業後に廃止されることになった。1953年、広島文理科大学を卒業した。1953年をもって広島文理科大学としての学生は全員卒業したため、広島大学広島文理科大学は研究科などの残務整理のうえ1962年に廃止された。したがって、高嶋は広島文理科大学最後の卒業生の一人となった。

### 研究者として
1954年、池田市教育研究所の所員となった。1956年からは兵庫県立湊川高等学校にて教諭を務めた。翌年、静岡女子短期大学に転じ、講師に就任した。1963年には、静岡女子短期大学にて助教授に昇任した。1967年、静岡女子大学に転じ、文学部の助教授に就任した。1970年、静岡女子大学にて文学部の教授に昇任した。その後、静岡女子大学は静岡薬科大学、静岡女子短期大学と統合・再編され、新たに静岡県立大学が発足することになった。静岡県立大学からは、名誉教授の称号が贈られている。2003年5月18日に死去した。

### 歌人として
静岡女子短期大学や静岡女子大学にて教育学者として勤務する傍ら、歌人としての活動も続けていた。太平洋戦争が終結した翌年、短歌結社である水甕に入社している。広島文理科大学に在学中の1951年には水甕の同人になっており、1977年には水甕の選者となっている。後年には、水甕の運営委員長にも就任した。1987年より水甕の編集責任者も務めた。そのほか、短歌個性や堊の同人でもあった。1983年には、『草の快楽』にて日本歌人クラブ賞を受賞している。2000年には、『日常』の20首にて短歌研究賞を受賞している。晩年になっても、2003年に『存命』にて短歌新聞社賞を受賞するなど、最期まで意欲的に短歌に取り組んだ。

## 研究
専門は教育学であり、特に教育心理学などの分野を中心に研究していた。静岡女子短期大学や静岡女子大学においても教育心理学を講じ、後進の育成に力を注いだ。学術書や専門書も多数上梓しており、特に教育学者の高原博らとともに探究学習に関する研究書を多く著している。

## 作風
短歌結社である水甕においては、歌人の榛名貢や春日真木子らとともに、言語学の観点から短歌の表現や読みなどについて論じていた。日常を題材とした写実的な作風だが、そこに現代性も加わっており、独自の歌体であった。高齢になるにつれ、人工透析を受けるなど健康状態が悪化したが、それをうけて自身の生命について思いを馳せるようになり、3部作の歌集を発表している。

## 顕彰
花滴々の碑への献詠歌
静岡県立大学の草薙キャンパスには「花滴々の碑」が建立されている。この石碑には、静岡女子大学文学部教授であり歌人でもあった高原博の短歌が刻まれている。静岡県立大学の前身の一つである静岡女子大学が同地に設置された際、高原がキャンパス内に咲く花の情景を詠んだ歌であり、のちに教授の中川芳雄らの尽力により記念碑として建立されたものである。碑背には献詠歌が3首刻まれており、上條彰次や秦鴻四とともに高嶋の作品が記されている。
剣祭での作品展示
2006年に開催された静岡県立大学の学園祭「剣祭」にて、国際関係学部の談話スペースが設けられたが、そこに高嶋の業績を記念し短歌などの作品が展示された。

## 略歴
- 1929年 - 兵庫県神戸市にて誕生。
- 1946年 - 水甕入社。
- 1951年 - 水甕同人。
- 1953年 - 広島文理科大学教育学科卒業。
- 1954年 - 池田市教育研究所所員。
- 1956年 - 兵庫県立湊川高等学校教諭。
- 1957年 - 静岡女子短期大学講師。
- 1963年 - 静岡女子短期大学助教授。
- 1967年 - 静岡女子大学助教授。
- 1970年 - 静岡女子大学教授。
- 1977年 - 水甕選者。
- 1987年 - 水甕編集責任者。

## 賞歴
- 1976年 - 水甕賞。
- 1979年 - 静岡県文化奨励賞。
- 1983年 - 日本歌人クラブ賞。
- 2000年 - 短歌研究賞。
- 2003年 - 短歌新聞社賞。

## 著作

### 単著
- 高嶋健一著『方嚮』不識書院、1978年。
- 高嶋健一著『草の快楽』不識書院、1982年。
- 高嶋健一著『中游』不識書院、1988年。
- 高嶋健一著『存疑抄』不識書院、1990年。
- 高嶋健一著『存命』短歌研究社、2002年。ISBN 4885516846
- 高嶋健一著『揺蕩』短歌研究社、2004年。ISBN 4885518202

### 共著
- 山崎照子ほか著『甲南五人』水甕社、1956年。
- 高原博・高嶋健一著『探究学習と創造性の開発』明治図書出版、1969年。
- 高原博・高嶋健一・西益津中学校研究同人著『探究学習の発展』明治図書出版、1970年。
- 塩川武雄ほか編著『心理学要論』礫光出版、1971年。
- 高原博・高嶋健一著『探究学習における＜発問と応答＞』明治図書出版、1974年。
- 高嶋健一ほか著、水甕合同歌集刊行会編『水甕合同歌集』短歌新聞社、1988年。
- 静岡教養心理学研究グループ編、漁田武雄ほか共著『現代心理学――心を科学する』酒井書店、1989年。ISBN 4782201893

### 註釈
1. ↑  広島文理科大学は、のちに広島大学の源流の一つとなった。
2. ↑  池田市教育研究所は、のちに池田市教育センターの源流の一つとなった。
3. ↑  静岡女子短期大学は、のちに静岡県立大学の源流の一つとなった。
4. ↑  静岡女子大学は、のちに静岡県立大学の源流の一つとなった。

## 関連人物
- 漁田武雄
- 春日真木子
- 中川芳雄